# Cratilopus
Cratilopus is een geslacht van rechtvleugeligen uit de familie veldsprinkhanen (Acrididae). De wetenschappelijke naam van dit geslacht is voor het eerst geldig gepubliceerd in 1906 door Bolívar.

## Soorten
Het geslacht Cratilopus omvat de volgende soorten:
- Cratilopus bufo Stål, 1875
- Cratilopus minor Sjöstedt, 1930
- Cratilopus rana Stål, 1875
- Cratilopus subcarinatus Sjöstedt, 1930